# Парень-каратист (фильм, 1984)
«Па́рень-карати́ст» (также «Малы́ш-карати́ст», «Карате́-кид», «Карате-пацан»; англ. The Karate Kid) — американский драматический фильм 1984 года о боевых искусствах, снятый режиссёром Джоном Г. Авилдсеном по сценарию Роберта Марка Кеймена. Первая часть франшизы «Парень-каратист», в которой снялись Ральф Маччио, Пэт Морита, Элизабет Шу и Уильям Забка. Лента рассказывает о подростке Дэниеле Ларуссо, которого мистер Мияги обучает каратэ, чтобы он смог противостоять хулиганам, одним из которых является Джонни Лоуренс, бывший парень его подруги Элли Миллс.

## Сюжет
1984 год. Люсиль Ларуссо и её сын Дэ́ниэл переезжают из Нью-Йорка в Лос-Анджелес. Разнорабочим в их доме работает пожилой чудаковатый иммигрант из Окинавы мистер Мияги. Дэниэл — приходит в новую школу и знакомится с одноклассниками. Начав общаться с симпатичной чирлидершей Элли Миллс, он сталкивается с Джонни Лоуренсом, её бывшим парнем. Джонни занимается каратэ в школе «Кобра Кай» под руководством сэнсея Джона Криза, исповедующего безжалостный стиль и стремление к победе над противником любой ценой. Джонни и его друзья преследуют и унижают Дэниэла. Во время празднования Хэллоуина они избивают Дэниела на улице. В последний момент ему на помощь приходит мистер Мияги, оказавшийся мастером боевых искусств. Он легко раскидывает хулиганов. Дэниэл просит Мияги обучить его карате. Мастер соглашается. Мияги с Дэниелом навещают школу «Кобра Кай» и достигают договорённости, что ученики Криза не будут доставать Дэниела. Ученик Мияги заявится на предстоящие соревнование по каратэ и там они смогут выяснить, кто сильнее в рамках спортивного поединка.  Начинаются тренировки. Поначалу Мия́ги заставляет Дэниела выполнять работу, совсем не похожую на обучение: красить забор и полировать машину. Впоследствии оказывается, что это было частью тренировки и постепенно Дэниел постигает азы боевого единоборства. Учитель объясняет Дэниелу, что ему нужно не только тренировать тело, но и воспитывать дух.
На день рождения Мияги дарит ученику каратеги и решает, что он готов к соревнованиям. Дэниел неожиданным образом обыгрывает более рослых и мощных противников и добирается до финальной стадии. В полуфинале он встречается с другим учеником «Кобра Кай» Бобби. Тренер Криз приказывает Бобби ценой дисквалификации нанести травму противнику. У Дэниела повреждена нога и доктор не разрешает выступить в финале. Тем не менее Дэниел восстанавливается при помощи тренера и, хромая, выходит на финальный поединок. Ему противостоит Джонни. Встреча начинается на равных, но Дэниел пропускает приём и большую часть схватки вынужден провести, прыгая на больной ноге. Тренер Джонни приказывает ему провести нечестный приём и полностью вывести из строя больную ногу противника. Уловка удаётся, но Дэниел поднимается из последних сил, и, используя технику «журавля», проводит нокаутирующий удар  и побеждает.

## В ролях

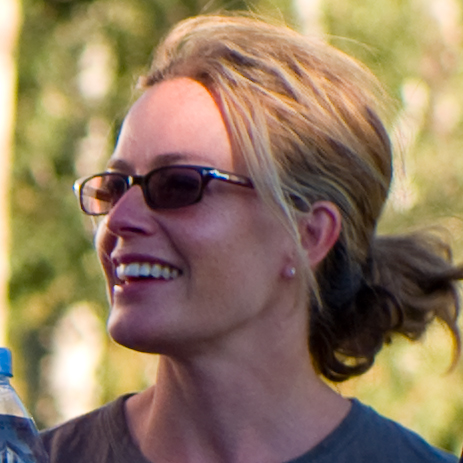
Лиза Шу

| Актёр        | Роль                         |
| ------------ | ---------------------------- |
| Ральф Маччио | Дэниэл ЛаРуссо               |
| Пэт Морита   | мистер Мияги                 |
| Элизабет Шу  | Элли Миллс                   |
| Уильям Забка | Джонни Лоуренс               |
| Мартин Коув  | Джон Криз / сэнсэй Кобра Кай |
| Рэнди Хеллер | Люсиль ЛаРуссо               |

## Сериал
В 2018 году на YouTube Premium и впоследствии на Netflix вышел сериал «Кобра Кай», действие которого происходит 34 года спустя событий оригинальной трилогии; в сериале противостояние ЛаРуссо и Лоуренса возобновляется с новой силой.